# تتسوجی موروهاشی
تتسوجی موراهاشی (به ژاپنی: 諸橋 轍次) (زاده ۴ جون ۱۸۸۳، درگذشت ۸ دسامبر ۱۹۸۲) یکی از پژوهشگران در زمینه زبان ژاپنی و چین‌شناسی می‌باشد. بزرگترین و ماندگارترین اثر او واژه‌نامه بزرگ چینی و ژاپنی (大漢和辭典 , dai kan wa jiten) که نخستین انتشارش برای سال ۱۹۴۳ می‌باشد، است. این واژه‌نامه به نویسه‌های چینی که در زبان ژاپنی با نام کانجی شناخته می‌شوند می‌پردازد.
پدر موروهاشی نیز از پژوهشگران زبان چینی و از علاقه‌مندان به سو شی بود. از این روی نام پسرش را تتسوجی گذاشت که برآمده از نام برادر سو شی، ژه (轍، تلفظ در زبان ژاپنی: تتسو) و پسوند جی (ژاپنی: 次 پین‌یین: cì ; به معنایی «فرعی، دومین، پسین») است. موزه تتسوجی موراهاشی (諸橋轍次記念館) در شهر زادگاه او در سانجو، نیگاتا قرار دارد که با نام خانه چین‌شناسی (漢学の里 , kangaku no sota)شناخته می‌شود.